# 134-й отдельный моторизованный инженерный батальон
134-й отдельный моторизованный инженерный батальон  — воинская часть в вооружённых силах СССР во время Великой Отечественной войны.

## История
Сформирован в июле 1941 года в Горьковской области
В составе действующей армии с 2 августа 1941 по 2 июня 1944 года.
В начале августа 1941 года поступил на Северо-Западный фронт в район города Холма, отступал вместе с 27-й армией через Демянский район, Осташковский район до озёр Валдайской системы. В сентябре 1941 года попадал в окружение, потерял много личного состава попавшими в плен.
Действует в районах Демянска, Старой Руссы, позднее у Холма и Великих Лук, в 1944 году наступает в районе Новоржева
2 июня 1944 года переформирован в 187-й отдельный инженерно-сапёрный батальон

## Полное наименование
- 134-й отдельный моторизованный инженерный батальон

## Подчинение
| Подчинение по месяцам | Подчинение по месяцам   | Подчинение по месяцам  | Подчинение по месяцам | Подчинение по месяцам |
| Дата                  | Фронт (округ)           | Армия                  | Корпус (группа)       | Примечания            |
| --------------------- | ----------------------- | ---------------------- | --------------------- | --------------------- |
| 1 августа 1941 года   | Резерв Ставки ВГК       | -                      | -                     | -                     |
| 1 сентября 1941 года  | Северо-Западный фронт   | 27-я армия             | -                     | -                     |
| 1 октября 1941 года   | Северо-Западный фронт   | 27-я армия             | -                     | -                     |
| 1 ноября 1941 года    | Северо-Западный фронт   | -                      | -                     |                       |
| 1 декабря 1941 года   | Северо-Западный фронт   | -                      | -                     | -                     |
| 1 января 1942 года    | Северо-Западный фронт   | 34-я армия             | -                     | —                     |
| 1 февраля 1942 года   | Северо-Западный фронт   | -                      | -                     | —                     |
| 1 марта 1942 года     | Северо-Западный фронт   | -                      | -                     | —                     |
| 1 апреля 1942 года    | Северо-Западный фронт   | -                      | -                     | —                     |
| 1 мая 1942 года       | Северо-Западный фронт   | -                      | -                     | —                     |
| 1 июня 1942 года      | Северо-Западный фронт   | -                      | -                     | —                     |
| 1 июля 1942 года      | Северо-Западный фронт   | -                      | -                     | —                     |
| 1 августа 1942 года   | Северо-Западный фронт   | -                      | -                     | —                     |
| 1 сентября 1942 года  | Северо-Западный фронт   | -                      | -                     | —                     |
| 1 октября 1942 года   | Северо-Западный фронт   | -                      | -                     | —                     |
| 1 ноября 1942 года    | Северо-Западный фронт   | -                      | -                     | —                     |
| 1 декабря 1942 года   | Северо-Западный фронт   | -                      | -                     | точных данных нет     |
| 1 января 1943 года    | Северо-Западный фронт   | 27-я армия             | -                     | —                     |
| 1 февраля 1943 года   | Северо-Западный фронт   | 53-я армия             | -                     | —                     |
| 1 марта 1943 года     | Северо-Западный фронт   | -                      | -                     | —                     |
| 1 апреля 1943 года    | Северо-Западный фронт   | 1-я ударная армия      | -                     | —                     |
| 1 мая 1943 года       | Северо-Западный фронт   | 1-я ударная армия      | -                     | —                     |
| 1 июня 1943 года      | Северо-Западный фронт   | 1-я ударная армия      | -                     | —                     |
| 1 июля 1943 года      | Северо-Западный фронт   | 1-я ударная армия      | -                     | —                     |
| 1 августа 1943 года   | Северо-Западный фронт   | 22-я армия             | -                     | —                     |
| 1 сентября 1943 года  | Северо-Западный фронт   | 22-я армия             | -                     | —                     |
| 1 октября 1943 года   | Северо-Западный фронт   | 22-я армия             | -                     | —                     |
| 1 ноября 1943 года    | 2-й Прибалтийский фронт | 22-я армия             | -                     | —                     |
| 1 декабря 1943 года   | 2-й Прибалтийский фронт | -                      | -                     | —                     |
| 1 января 1944 года    | 2-й Прибалтийский фронт | -                      | -                     | —                     |
| 1 февраля 1944 года   | 2-й Прибалтийский фронт | 10-я гвардейская армия | -                     | —                     |
| 1 марта 1944 года     | 2-й Прибалтийский фронт | -                      | -                     | —                     |
| 1 апреля 1944 года    | 2-й Прибалтийский фронт | 1-я ударная армия      | -                     | —                     |
| 1 мая 1944 года       | 2-й Прибалтийский фронт | 1-я ударная армия      | -                     | —                     |
| 1 июня 1944 года      | 2-й Прибалтийский фронт | 1-я ударная армия      | -                     | —                     |

## Другие инженерно-сапёрные подразделения с тем же номером
- 134-й отдельный сапёрный батальон 106-го укреплённого района
- 134-й гвардейский отдельный сапёрный батальон
- 134-й отдельный инженерно-минный батальон
- 134-й отдельный инженерно-сапёрный батальон
- 134-й отдельный моторизованный понтонно-мостовой батальон